# Tomaso Poggio
Tomaso Poggio (Genova, 11 settembre 1947) è un fisico e informatico italiano, attualmente professore al MIT di Boston.

## Biografia
Nel 1971 ottenne la laurea in fisica teorica presso l'Università di Genova; il suo relatore fu il biofisico Antonio Borsellino. Si trasferì poi al Max Planck Institut di Tubinga, in Germania, dove condusse ricerche sull'elaborazione dell'informazione del sistema visivo.
Dal 1981 è direttore dell'Artificial Intelligence Laboratory del Massachusetts Institute of Technology di Boston, negli Stati Uniti.
È membro dell'American Mathematical Society e dell'Optical Society.
Nel 1979 ha vinto la medaglia della Max Planck Institut e, nel 1982, il Columbus Prize dell'Istituto internazionale delle comunicazioni.
Il suo lavoro verte, in particolare, sullo sviluppo di un nuovo approccio teorico ai problemi della computer vision ed è considerato, insieme a Marvin Minsky e John McCarthy, tra i padri dell'intelligenza artificiale e delle neuroscienze applicate.
Nel 1990 è stato eletto Fellow dell'Association for the Advancement of Artificial Intelligence.
Il 20 marzo 2000 ha ricevuto una laurea honoris causa in Ingegneria Informatica dall'Università di Pavia.
Numerose sono le sue pubblicazioni in ambito scientifico.

## Alcune pubblicazioni
- “A New Approach to Synaptic Interactions,” (T. Poggio and V.  Torre).  In: Lecture Notes in Biomathematics 21, (Proceedings: Theoretical Approaches to Complex Systems, Tübingen, West Germany), R.  Heim and G. Palm (eds.), Springer Verlag, Berlin, 89-115, 1978.
- “Nonlinear Interactions Underlying Visual Orientation Behavior of the Fly,” (T. Poggio and W. Reichardt).  In: Proceedings of Cold Spring Harbor Symposia on Quantitative Biology XL, 635-645, 1976.
- “A Non-linear Transfer Function for Some Neuron Models,” (T.  Poggio).  In: Proceedings of the First Symposium on Testing and Identification of Nonlinear Systems, G.D. McCann and P.Z. Marmarelis  (eds.), 292-300, 1975.
- “On Optimal Discrete Estimation,” (T. Poggio).  In: Proceedings of the First Symposium on Testing and Identification of Nonlinear Systems, G.D. McCann and P.Z. Marmarelis (eds.), 30-37, 1975.
- Stochastic Linearization, Central Limit Theorem and Linearity in (Nervous) ‘Black-Boxes’ , (T. Poggio).  In: Atti of III Congresso Nazionale di Cibernetica E Biofisica, (San Morina, Ottobre, 1974), Lito Felici, Pisa, 349-358, 1975.
- Processing of Visual Information in Insections: Outline of a Theoretical Characterization, (T. Poggio).  In: Biokybernetik - V, H. Drischel and P. Dettmar (eds.), VEB Gustav Fischer Verlag, Jena, 235-242, 1975.
- Processing of Visual Information in Flies: From a Phenomenological Model Towards the Nervous Mechanisms, (T. Poggio).  In: Proceedings of the International Symposium of the Italian Society of Biophysics, A. Vegli (ed.), Camogli, Italy, 217-225, 1973.
- Information Processing in Neural Networks: A Formal Analogy between Holographic Memories and Optomotor Responses, (T. Poggio).  In: Biokybernetik - IV, H. Drischel and P. Dettmar (eds.), VEB Gustav Fischer Verlag, Jena, 222-225, 1972.